# SMS Kaiser Wilhelm der Große
SMS Kaiser Wilhelm der Große byla bitevní loď (predreadnought) třídy Kaiser Friedrich III. postavených pro německé císařské námořnictvo. Šlo o jednu z prvních bitevních lodí postavených Německem v rámci programu námořní expanze za vlády císaře Viléma II. Stavěla ji v Kielu loděnice Germaniawerft, kde byl její kýl položen v lednu 1898, v červnu 1899 byla spuštěna na vodu a dokončena v květnu 1901. Její výzbroj tvořily hlavní baterie čtyř děl ráže 240 mm ve dvou věžích po dvou.
Kaiser Wilhelm der Grosse sloužil během prvních sedmi let své kariéry v hlavním loďstvu - Heimatflotte (domácí flota) a později v Hochseeflotte (Širokomořské loďstvo). Zúčastnil se několika cvičných plaveb a manévrů, zejména v Severním a Baltském moři. Služba v době míru byla relativně bez komplikací a neutrpěl žádné nehody. V letech 1908–10 byl vyřazen z provozu kvůli zásadní rekonstrukci, poté byl se svými čtyřmi sesterskými loděmi přidělena do záložní divize; lodě už byly v té době v podstatě zastaralé.
Po vypuknutí první světové války v roce 1914 byla bitevní loď a její sestry vráceny zpět do aktivní služby v rámci V. bitevní eskadry Širokomořského loďstva a nasazeny k pobřežní obraně v Severním moři. Byli také krátce vyslány do Baltu, ale žádných bojů se nezúčastnily. V roce 1915 byly lodě opět vyřazeny ze skužby a odsunuty na vedlejší úkoly. Kaiser Wilhelm der Grosse byl použit jako depotní loď v Kielu a nakonec jako torpédová cílová loď. Versailleská smlouva po válce výrazně zmenšila velikost německého námořnictva. Plavidlo bylo prodáno do šrotu německé společnosti a v roce 1920 bylo rozebráno do šrotu.